# Casa França-Brasil
La Casa França-Brasil est un palais néoclassique situé dans le centre historique de la ville de Rio de Janeiro, au Brésil. Cette propriété historique est en cours de reclassement en centre culturel. C'est un patrimoine culturel national, classé par l'Instituto do Patrimônio Histórico e Artístico Nacional (IPHAN), le 24 mai 1938 .

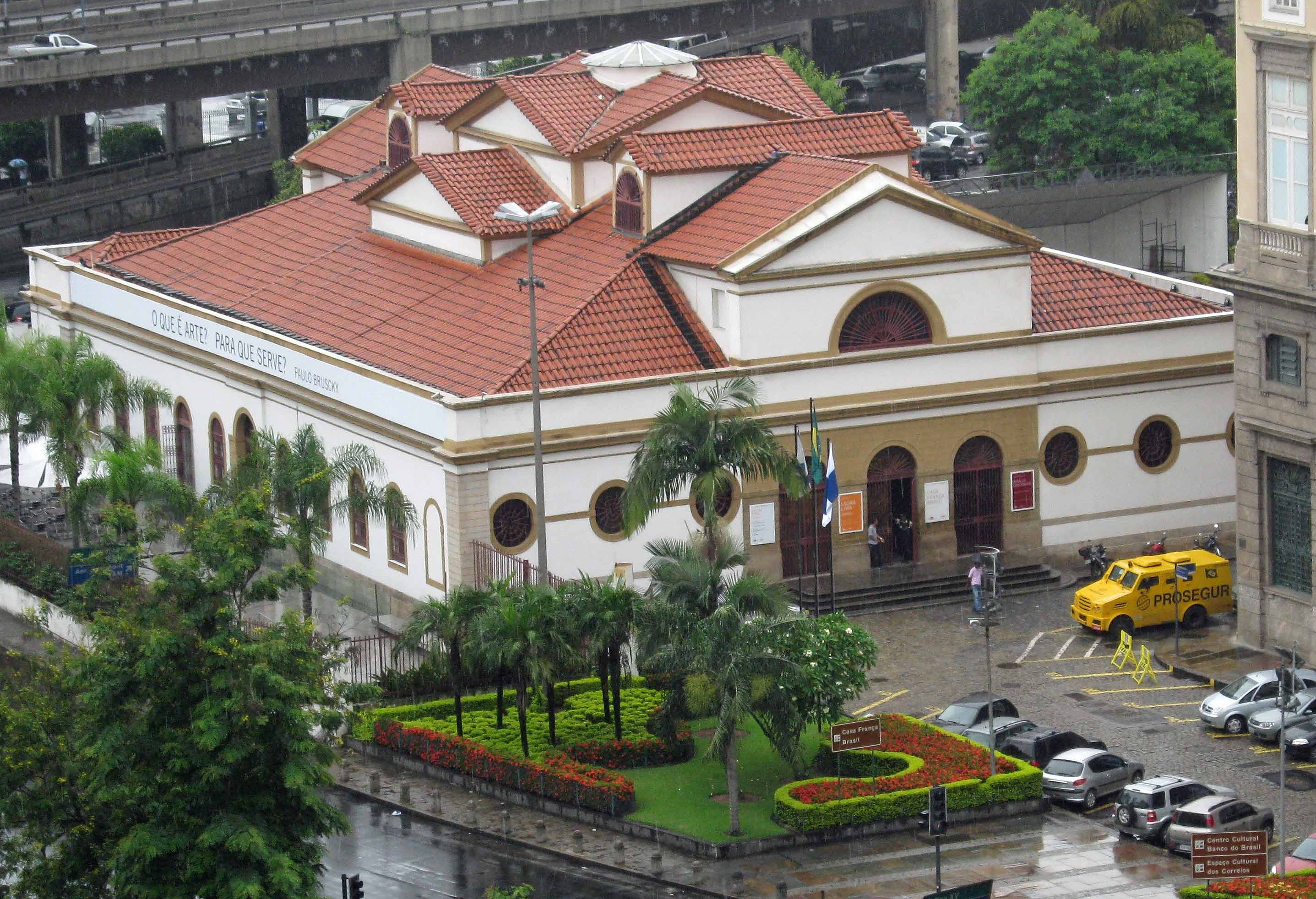
Vue du bâtiment en 2011.

## Histoire
Il s'agit d'un imposant palais néoclassique, conçu par Grandjean de Montigny, membre de la Mission artistique française (1816) et professeur à l'Académie impériale des beaux-arts. Commandée par João VI du Portugal en 1819 pour l'installation de la première Praça do Comércio dans la ville, elle fut inaugurée le 13 mai 1820 .
Dans le contexte des journées mouvementées qui précédèrent l'Indépendance du Brésil, elle fut le théâtre de l'épisode dit "Açougue dos Bragança" (21 avril 1821), au cours duquel les troupes du prince-régent Dom Pedro (futur Pedro Ier de Brésil) envahit la place et dispersa une manifestation en faveur de la permanence de la cour portugaise dans le pays.
En 1824, le bâtiment devient le siège des Douanes et, en 1852, les premières réformes et rénovations sont réalisées, par l'ingénieur brésilien André Rebouças et l'architecte portugais Raphaël de Castro,.
Bien que reconnu en 1938 par le Service National du Patrimoine Historique et Artistique comme d'une valeur architecturale incontestable, le bâtiment, transformé en entrepôt après le transfert des Douanes, et dans un processus de détérioration notoire, ne connut de nouvelles rénovations qu'en 1951. Entre 1956 et 1978, il a abrité le deuxième Tribunal do Júri (pt).
Le projet de requalification du bâtiment à des fins culturelles a été conçu en 1983 par Darcy Ribeiro, alors secrétaire à la Culture de l'État de Rio de Janeiro, et rendu possible l'année suivante (1984) par un accord entre les ministères brésilien et français de la culture. Les travaux de restauration ont été réalisés par des équipes spécialisées, qui ont travaillé à partir des plans originaux, avec le soutien et les ressources du Secrétariat à la Culture, de l'Institut du Patrimoine Historique et Artistique National, de la Fondation Nationale de la Mémoire, du Ministère français de la Culture, la Fondation Roberto Marinho et de l'entreprise Rhodia.
Un projet d'utilisation du lieu pour de multiples fonctions culturelles a été conçu par le muséologue français Pierre Castel et une équipe brésilienne en 1989. L'espace a été inauguré sous le nom de "Casa França-Brasil" le 29 mars 1990.
Plus tard, en 1992, s'ouvre la Salle de cinéma et de vidéo Henri Langlois qui présente des productions hors circuit commercial. En 1994, le secteur du multimédia s'est élargi, avec l'organisation et l'informatisation de la vidéothèque et de la bibliothèque et la génération d'une vaste base de données pour les consultations, qui peuvent être faites dans des cabines individuelles, des CD-ROM et des bases de données électroniques. La maison dispose également d'une boutique et d'un bar.

## Caractéristiques
Le bâtiment, considéré comme l'un des premiers de style néoclassique dans le pays, présente des murs solides, des colonnes et des lucarnes .
Dans un premier temps, d'après le dessin de Grandjean de Montigny, la façade principale du bâtiment comportait de grandes fenêtres, semblables aux fenêtres des façades latérales du bâtiment. Pour abriter la douane, il a fallu opérer des rénovations, notamment fermer partiellement les fenêtres pour une plus grande protection, les transformant en oculi, caractéristique qui subsiste aujourd'hui. Sur la façade principale, il y a trois portes avec des linteaux arqués, auxquelles on accède par des escaliers. Et les façades latérales comportent une porte centrale, flanquée de cinq grandes fenêtres ,.
À l'intérieur, le bâtiment présente une grande salle ouverte en croix avec des voûtes en berceau et un dôme central avec une lanterne, qui assure l'éclairage. Le toit est soutenu par vingt-quatre colonnes doriques recouvertes de bois avec de la peinture marbrée ,.